# Rafael Alencar
Rafael Alencar (João Pessoa, Brasil; 18 de julio de 1978) es un actor pornográfico, modelo y gogó brasileño, conocido por su trabajo con las compañías de producción estadounidenses Falcon Studios, Lucas Entertainment, Raging Stallion y Men.com. También ha realizado numerosas portadas de revistas pornográficas en todo el mundo.

## Biografía
Walter Delgado Alencar Junior nació en el estado de Paraiba, Brasil, de padres portugueses y judíos. Habla hebreo, alemán, español, inglés y portugués. Se graduó en la carrera de odontología y trabajó durante tres años en una clínica en Brasil.
En 2003, fue descubierto por el productor de películas para adultos Kristen Bjorn, y comenzó su carrera en la industria pornográfica. Ha trabajado sobre todo con Studio 2000, Hot House Entertainment, Raging Stallion, Lucas Entertainment y men.com, y también ha sido escritor, director, productor e intérprete en diferentes producciones para el estudio "Black Scorpion Entertainment". Ha sido nominado a los Premios Grabby en 2008 y 2018, y a los Premios Cybersocket, Hustlaball y Xbiz en 2020, 2010 y 2013, respectivamente.
Inicialmente, se posicionó a favor del uso del condón en sus películas, pero, en mayo de 2019, comenzó su incursión en el bareback con la escena "Rafael Alencar's Bareback Premiere", de Lucas Entertainment.

## Filmografía
La que sigue es una lista incompleta; para consultar la filmografía al completo, véase su ficha en la Internet Adult Film Database.

### Vídeos
| Año  | Título                            | Productora                | País     |
| ---- | --------------------------------- | ------------------------- | -------- |
| 2003 | Men Amongst The Ruins             | Kristen Bjorn Video       | EE. UU.  |
| 2003 | 8 Inches, de Max Julien           | Marco Studio              | Brasil   |
| 2003 | Ace In The Hole                   | Studio 2000               | EE. UU.  |
| 2003 | Penetrados                        | Entiendes                 | España   |
| 2004 | ParaShooter                       | Kristen Bjorn Video       | EE. UU.  |
| 2004 | Bad Boys Club 1                   | Studio 2000               | EE. UU.  |
| 2004 | Kolbenfresser (Oil Change 2)      | Jörg Andreas, Cazzo Films | Alemania |
| 2004 | Smoking Pistons (Oil Change 2)    | Jörg Andreas, Cazzo Films | Alemania |
| 2004 | The American Lover                | Pau Brasil Productions    | Brasil   |
| 2004 | Getting it Straight               | Falcon Studios            | EE. UU.  |
| 2004 | Gored                             | Studio 2000               | EE. UU.  |
| 2005 | The American Lover                | Icaro Studios             | Brasil   |
| 2005 | In The Jeans de Mike Donner       | Studio 2000               | EE. UU.  |
| 2005 | Hard as Wood (Monster Bang 7)     | Raging Stallion           | EE. UU.  |
| 2005 | Machos Ibéricos                   | Entiendes                 | España   |
| 2005 | Play On                           | Studio 2000               |          |
| 2005 | Weekend Blowout                   | Studio 2000               | EE. UU.  |
| 2005 | Dreams of Rafael                  | Black Scorpion            | EE. UU.  |
| 2005 | Blond Fight                       | Black Scorpion            | EE. UU.  |
| 2006 | Obsession                         | Black Scorpion            | EE. UU.  |
| 2006 | The American Lover                | All World Video           | EE. UU.  |
| 2006 | Bar Trade                         | Studio 2000               | EE. UU.  |
| 2006 | Manhunt 2.0 de Steven Scarborough | Hot House                 | EE. UU.  |
| 2006 | Fistpack 6                        | Can Openers               |          |
| 2006 | Ass Quest 2 de Michael Brandon    | Raging Stallion           | EE. UU.  |
| 2007 | Hunger                            | Black Scorpion            | EE. UU.  |
| 2008 | Men Island                        | Black Scorpion            | EE. UU.  |
| 2008 | Jock Strap                        | Hot House                 | EE. UU.  |
| 2008 | Orgies of Black Scorpion          | Black Scorpion            | EE. UU.  |
| 2008 | King Size                         | Hot House                 | EE. UU.  |
| 2008 | Return to Fire Island             | Lucas Entertainment       |          |
| 2009 | Return to Fire Island 2           | Lucas Entertainment       |          |
| 2009 | Wall Street                       | Lucas Entertainment       |          |
| 2009 | Kent North Collection             | Hot House                 | EE. UU.  |
| 2009 | Verboten                          | Hot House                 | EE. UU.  |
| 2009 | Black and Blue                    | Hot House                 | EE. UU.  |
| 2009 | Blue                              | Hot House                 | EE. UU.  |
| 2009 | Ace Hanson Superstar              | Studio 2000               | EE. UU.  |
| 2009 | Grunts                            | Raging Stallion           |          |
| 2009 | Humongous Cock 1                  | Raging Stallion           |          |
| 2009 | Pounding The Pavement             | Lucas Entertainment       |          |
| 2009 | Cock Cribs                        | Lucas Entertainment       |          |
| 2009 | Paris Playboys                    | Lucas Entertainment       |          |
| 2009 | Lust                              | Lucas Entertainment       |          |
| 2009 | Kings of New York                 | Lucas Entertainment       |          |
| 2009 | Passion                           | Lucas Entertainment       |          |
| 2009 | Men in Stockings                  | Lucas Entertainment       |          |
| 2009 | Return to Fire Island 2           | Lucas Entertainment       |          |
| 2009 | Revenge                           | Lucas Entertainment       |          |
| 2010 | Heat Wave                         | Lucas Entertainment       |          |
| 2010 | Show Case                         | Lucas Entertainment       |          |
| 2010 | Pissed On                         | Lucas Entertainment       |          |
| 2010 | The Best Of Francois Sagat 3      | Raging Stallion           |          |
| 2010 | Four Play                         | Studio 2000               | EE. UU.  |
| 2010 | Boners                            | Raging Stallion           |          |
| 2010 | Instinct                          | Raging Stallion           |          |
| 2010 | Humongous Cock 7                  | Raging Stallion           |          |
| 2010 | Bed Room Eyes                     | Raging Stallion           |          |
| 2010 | Unloaded                          | Raging Stallion           | EE. UU.  |
| 2010 | Inked Guys                        | Raging Stallion           |          |
| 2010 | Hairy Boyz                        | Raging Stallion           |          |
| 2010 | Cum                               | Lucas Entertainment       |          |
| 2010 | Rafael in Paris                   | Lucas Entertainment       |          |
| 2010 | The Art Of Fucking                | Lucas Entertainment       |          |
| 2010 | Coat Your Throat                  | Raging Stallion           |          |
| 2010 | Reckless                          | Hot House                 | EE. UU.  |
| 2010 | Assassin                          | Lucas Entertainment       |          |
| 2010 | Fuck Me Hard                      | Lucas Entertainment       |          |
| 2010 | The Best Of Josh Weston           | Falcon Studios            |          |
| 2011 | Feet Extreme                      | Lucas Entertainment       |          |
| 2011 | Back Room 17                      | Hot House                 | EE. UU.  |
| 2011 | Fuck                              | Lucas Entertainment       |          |
| 2011 | Fuck Me Harder                    | Lucas Entertainment       |          |
| 2011 | Heat Wave 2                       | Lucas Entertainment       |          |
| 2011 | Piss                              | Lucas Entertainment       |          |
| 2011 | Blow Jobs                         | Lucas Entertainment       |          |
| 2011 | Ross Hurston Collection           | Hot House                 | EE. UU.  |
| 2011 | Executives                        | Lucas Entertainment       |          |
| 2011 | Hot Property                      | Falcon Studios            |          |

### Escenas en sitios web
| Año  | Modelos                            | Productora                    | País    |
| ---- | ---------------------------------- | ----------------------------- | ------- |
| 2011 | Rafael Alencar and Ian             | Manhunt (On The Hunt)         | EE. UU. |
| 2011 | Rafael Alencar and Kennedy         | Manhunt (On The Hunt)         | EE. UU. |
| 2011 | Rafael Alencar and Drew Cutler     | Manhunt (On The Hunt)         | EE. UU. |
| 2011 | Rafael Alencar, Ace and Edwin      | Manhunt (On The Hunt)         | EE. UU. |
| 2011 | Rafael Alencar, Roman and Renzo    | Manhunt (On The Hunt)         | EE. UU. |
| 2011 | Rafael Alencar, James and Dany     | Manhunt (On The Hunt)         | EE. UU. |
| 2011 | Rafael Alencar, James and Blake    | Manhunt (On The Hunt)         | EE. UU. |
| 2011 | Rafael Alencar , Kennedy and Logan | Manhunt (On The Hunt)         | EE. UU. |
| 2011 | Rafael Alencar , Ian and Peter     | Manhunt (On The Hunt)         | EE. UU. |
| 2011 | Rafael Alencar and Dylan Hauser    | men.com (Drill My Hole)       | EE. UU. |
| 2011 | Rafael Alencar and Tony Hunter     | men.com (Drill My Hole)       | EE. UU. |
| 2011 | Rafael Alencar and Braxton Bond    | men.com (Drill My Hole)       | EE. UU. |
| 2011 | Rafael Alencar and Leon Knight     | men.com (Drill My Hole)       | EE. UU. |
| 2011 | Rafael Alencar and Devin Moss      | men.com (Drill My Hole)       | EE. UU. |
| 2011 | Prison Shower                      | men.com (Drill My Hole)       | EE. UU. |
| 2011 | Rafael Alencar and Gavin Waters    | men.com (Drill My Hole)       | EE. UU. |
| 2011 | Rafael Alencar solo                | Falcon Studios (Hot Property) | EE. UU. |
| 2011 | Rafael Alencar solo                | HD studios                    |         |
| 2011 | Rafael Alencar solo                | HD studios                    |         |